# سريزجان نمدي (مقاطعة فيروزآباد)
سريزجان نمدي (بالفارسية: سریزجان نمدی) هي قرية تقع في قسم خواجه‌اي الريفي في إيران. يقدر عدد سكانها بـ 0 نسمة بحسب إحصاء 2016.